# Parti national du Népal
Le Parti national du Népal – en népalais : नेपा: राष्ट्रिय पार्टी – est un parti politique du Népal, dirigé par[source insuffisante] Keshav Man Shakya, qui veut défendre la cause des Néwars.
Le parti est appelé, dans les médias népalais de langue anglaise et au niveau international, Nepa National Party ou Nepa Rastriya Party (le nom « Nepa » est l'équivalent de « Nepal », mais en langue néwari).

## Assemblée constituante
Dans l'Assemblée constituante mise en place à la suite du scrutin du 10 avril 2008, le Parti national du Népal dispose d'un siège (sur 601) :
- 0 député (sur 240) élu au scrutin uninominal majoritaire à un tour ;
- 1 député (sur 335) élu au scrutin proportionnel de liste à un tour ;
- 0 député (sur 26) nommé par le gouvernement intérimaire multipartite.